# Bezirk Storozynetz
Bezirkul Storozynetz (în română Storojineț, în ruteană Storożynec) a fost un bezirk (bițârc-în graiul bucovinean) în Ducatul Bucovinei. Acesta cuprindea partea centrală a Bucovinei, situată la sud-vest de Cernăuți. Reședința bezirkului era orașul Storojineț (Storozynetz). După Primul Război Mondial a devenit parte a României, iar în prezent este parte a Ucrainei.

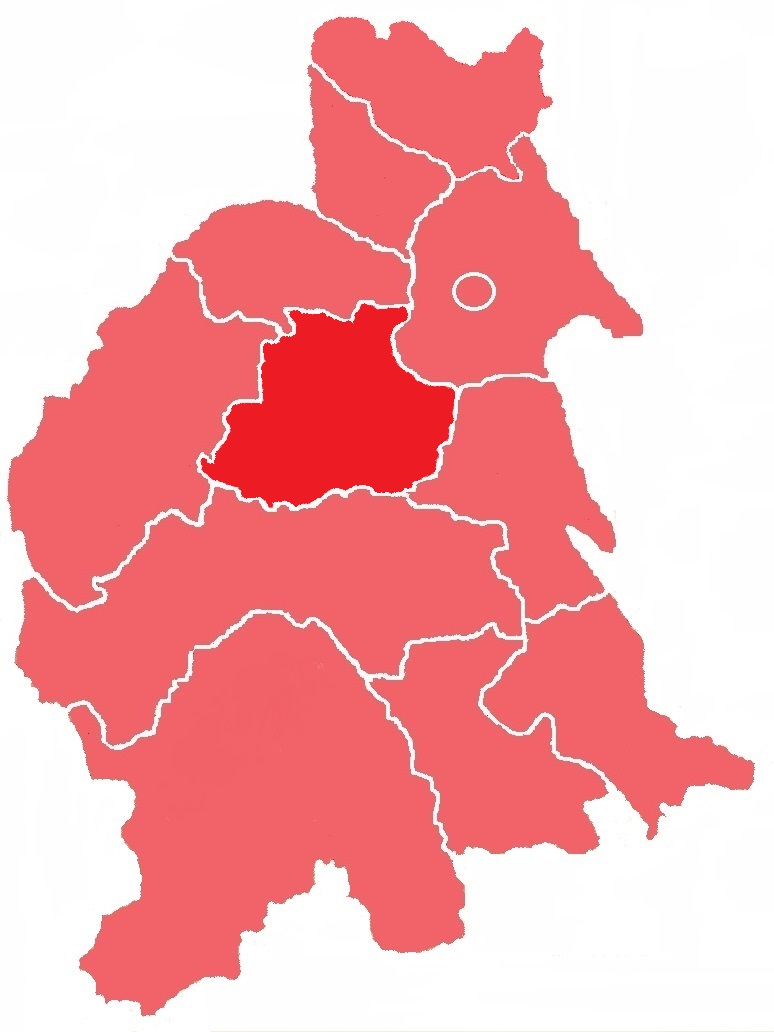
Bezirkul Storozynetz (1910)

## Istoric
Districtele politice moderne ale Monarhiei Habsbugice au fost create în jurul anului 1868 ca urmare a separării distictelor politice de cele judiciare. Bezirkul Storojineț a fost creat în 1868 prin unirea districtelor judiciare Storojineț (Gerichtsbezirk Storozynetz) și Stănești (Gerichtsbezirk Stanestie). La data de 1 octombrie 1903, districtul judiciar Stănești, împreună cu districtul judiciar Vășcăuți pe Ceremuș (Gerichtsbezirk Waschkoutz am Czeremosch) din districtul politic Vijnița (Bezirk Wiznitz), au format districtul politic Vășcăuți pe Ceremuș (Bezirk Waschkoutz am Czeremosch).
În Bezirkul Storojineț trăiau în anul 1869 54.344 de persoane, iar în 1900 numărul de locuitori a crescut la 80.100. Populația era formată în anul 1900 din: 31.308 vorbitori nativi de limba ruteană (39,1 %), 28.030 vorbitori nativi de limba română (35,0 %), 15.219 vorbitori nativi de limba germană (19,0 %) și 2.435 vorbitori nativi de alte limbi (3,0 %). Suprafața bezirkului era în anul 1900 de 1152,31 km² și cuprindea două districte judiciare cu 38 de comune și 31 Gutsgebieten (comunități private fără un consiliu local, gestionate de proprietarii acestora).
| Anul | Locuitori | Vorbitori nativi de germană | Vorbitori nativi de ruteană | Voribitori nativi de română | Vorbitori nativi de alte limbi |
| ---- | --------- | --------------------------- | --------------------------- | --------------------------- | ------------------------------ |
| 1869 | 54.344    |                             |                             |                             |                                |
| 1880 | 61.344    | 7.682                       | 22.919                      | 29.388                      | 1.262                          |
| 1890 | 70.641    | 11.291                      | 26.584                      | 30.670                      | 2.028                          |
| 1900 | 80.100    | 15.219                      | 34.308                      | 28.030                      | 2.435                          |

## Localități
În anul 1910 bezirkul Storojineț era format din districtele judiciare Storojineț și Ciudei.
Gerichtsbezirk Storozynetz:
- Orașul Storojineț (Storozynetz în germană, Storożynec în ruteană)
- Broscăuții Vechi (Alt Broschkoutz)
- Broscăuții Noi (Neu Broschkoutz)
- Bobești (Bobestie)
- Iordănești (Jordanestie)
- Carapciu (Karapcziu)
- Comărești (Komarestie)
- Slobozia Comăreștilor (Komarestie Slobodzia)
- Panca (Panka)
- Prisăcăreni (Presekareny)
- Ropcea (Ropcze)
- Suceveni (Suczaweny)
- Jadova (Alt Zadowa)

Gerichtsbezirk Czudyn:
- Ciudei (Czudyn în germană, Czudyn în ruteană)
- Crsănișoara Veche (Althütte)
- Crăsnișoara Nouă (Neuhütte)
- Mesteceni (Augustendorf)
- Budineț (Budenitz)
- Cireș (Cziresz)
- Davideni (Dawideny)
- Igești (Idzestie)
- Corcești (Korczestie)
- Crasna Ilschi (Krasna Ilski)
- Crasna Putnei (Krasna Putna)
- Cupca (Kupka)
- Bănila pe Siret (Banilla am Sereth)
- Pătrăuții de Sus (Ober Petroutz)
- Pătrăuții de Jos (Unter Petroutz)